# فندوييه

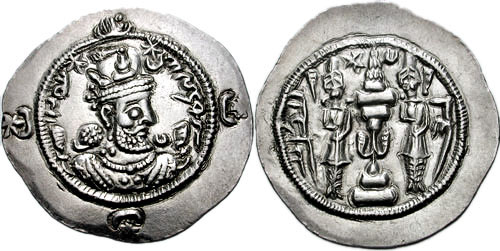

فندوييه ( الشرق الفارسي: Windōē) أو بندوي (بالفارسية: بندوی) كان أحد النبلاء الساسانيين، ينحدر من عائلة اسباهبودان . كانت أخته والدة كسرى الثاني، لذا يكون فندوييه هو خال كسرى الثاني . لعب فندوييه وشقيقه فيستهم دورًا مهمًا في استعادة كسرى الثاني لعرش الإمبراطورية الساسانية من بهرام جوبين. عُزل فندوييه من منصبه في وقت لاحق في طسيفون بأوامر من كسرى الثاني.